# Europäische Vereinigung für Unfallforschung und Unfallanalyse
Die Europäische Vereinigung für Unfallforschung und Unfallanalyse e.V. (EVU), auch European Association for Accident Research and Analysis, ist ein europaweiter Zusammenschluss von Experten, die auf den Gebieten Unfallforschung und Unfallrekonstruktion tätig sind. 

## Allgemeines
Die europäische Vereinigung für Unfallforschung und Unfallanalyse wurde im Jahre 1991 von dem deutschen Unfallanalytiker Heinz Burg gegründet, um die Position der Unfallexperten in Europa zu stärken. Die EVU besteht aus einer Dachorganisation mit dem Hauptsitz in Berlin  und 21 individuellen Ländergruppen (Stand 2024). 
Der Verein hat sich zum Ziel gesetzt, Grundlagen und Methodik in der Unfallanalyse zu verbessern, Projekte zur Unfallforschung auszurichten und für die Verbesserung des Austauschs von Fachwissen innerhalb Europas zu sorgen. Die EVU veranstaltet jährlich eine Tagung, die im Regelfall von einer der Ländergruppen ausgerichtet wird.
Zusammen mit dem DVR wird jährlich der „Europäische Sicherheitspreis Nutzfahrzeuge“ verliehen.

Die EVU hat sich im Rahmen der europäischen Charta für Straßenverkehrssicherheit verpflichtet, zu deren Erhöhung beizutragen, indem sie die Zahl ihrer Mitglieder in den nächsten drei Jahren um zehn Prozent erhöht.

## Ländergruppen
- Albanien
- Bosnien-Herzegowina
- Deutschland
- Frankreich
- Griechenland
- Israel
- Großbritannien (ITAI)[3]
- Italien
- Kroatien[4]
- Niederlande[5]
- Österreich
- Polen
- Portugal
- Rumänien
- Schweiz[6]
- Serbien
- Slowakei
- Slowenien
- Spanien
- Tschechien
- Ukraine
- Ungarn
- Zypern